# Unzela fuscatus
Unzela fuscatus är en fjärilsart som beskrevs av Rothschild och Jordan 1903. Unzela fuscatus ingår i släktet Unzela och familjen svärmare. Inga underarter finns listade i Catalogue of Life.